# Пауль, Бруно

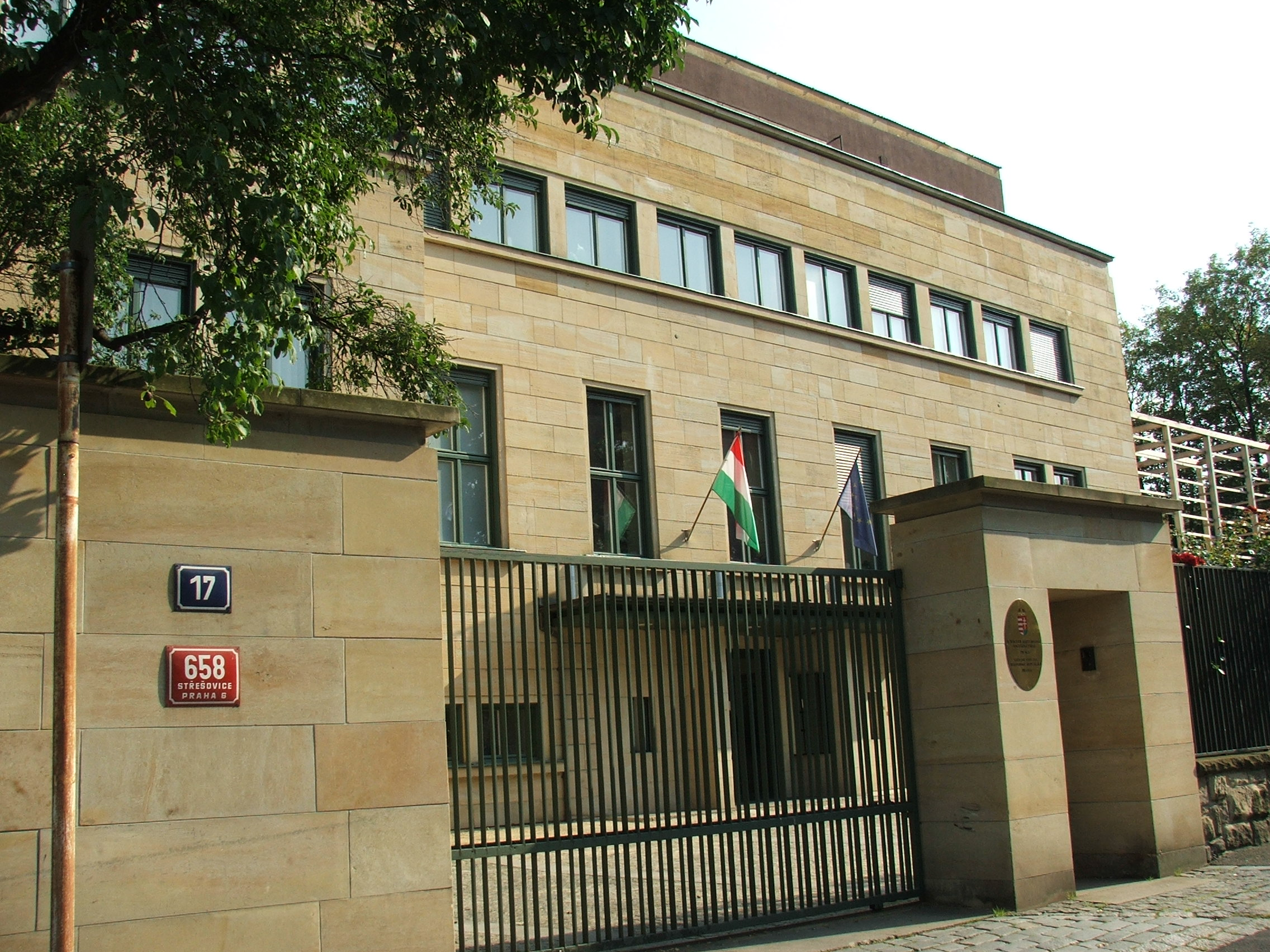
Вилла Траубе, ныне здание посольства Венгрии в Праге

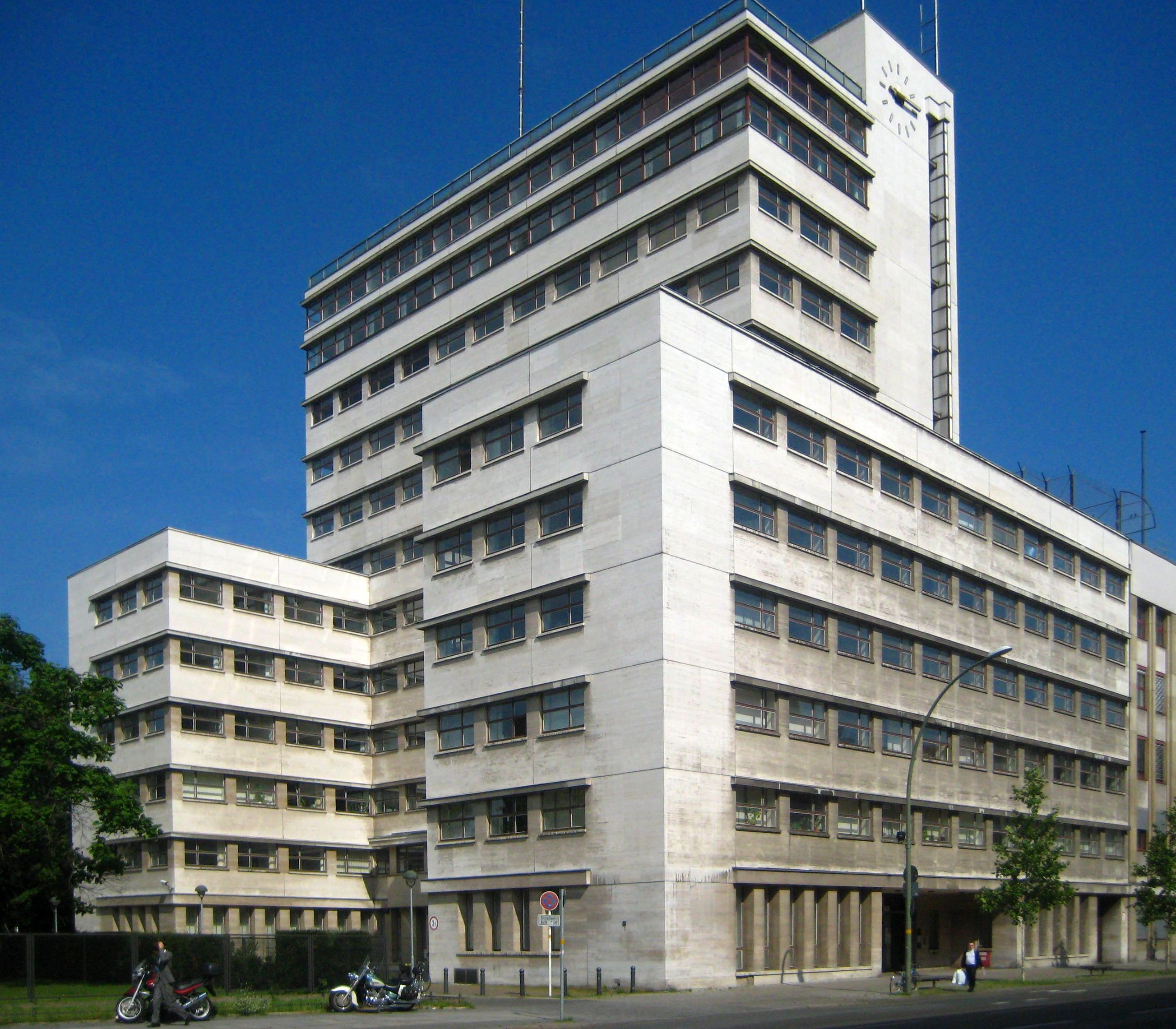
Дом Катрейнера. Берлин

Бруно Пауль (нем. Bruno Paul; 19 января 1874, Зайфхеннерсдорф — 17 августа 1968, Берлин) — немецкий архитектор, график, рисовальщик-карикатурист, проектировщик интерьера и мебели. Многие годы занимался преподавательской деятельностью, оказал влияние на таких мастеров, как Людвиг Мис ван дер Роэ, Адольф Мейер, Георг Гросс, Ханна Хёх.

## Жизнь и творчество
После окончания гимназии Бруно Пауль  учился на педагога. Затем, с 1892 по 1894 год, он стал учиться живописи, посещал Академию художеств в Дрездене. Продолжил своё образование в мюнхенской Академии художеств под руководством Пауля Хёкера. В 1897 году он, совместно с Бернхардом Панкоком, Рихардом Римершмидом и Германом Обристом, создал в Мюнхене «Объединение мастерских искусства и ремесла» (Vereinigte Werkstätten für Kunst im Handwerk). В том же году сатирический журнал «Симплициссимус» опубликовал на своих страницах карикатуры работы Б. Пауля. В 1903 году Пауль создал плакат  известного мюнхенского кабаре «Одиннадцать палачей». Всего же в период с 1897 и по 1906 год им было создано для журнала Симплициссимус 492 весьма острые карикатуры, некоторые под псевдонимом Эрнст Келлерман.
В своей архитектурной деятельности Б. Пауль работал в стиле близком  экспрессионизму и художникам течения Новая вещественность. Для Всемирной выставки в Париже 1900 года Бруно Пауль создал проект знаменитой в истории оформления интерьера "Охотничьей комнаты". Первым спроектированным им зданием стал в 1907 году хаус Вестэнд в Берлине. С 1907 года Бруно Пауль — член немецкого Веркбунда. В 1903 году Бруно Пауль был среди основателей Венских мастерских. В 1907—1908 годах в архитектурном бюро Б.Пауля работал Людвиг Мис ван дер Роэ. В 1909—1910 годах  там же работал Адольф Мейер, один из основоположников промышленной архитектуры в Германии. В 1921 году Пауль, совместно со своим тестем Ф. Вебером, открыл  в Кёльне архитектурное бюро, в котором проектировали виллы и роскошные апартаменты в западной части Германии. В период с 1926 по 1931 по проектам Б. Пауля в Вестфалии были построены 3 виллы и здание клуба общества гребцов на озере Мёнезее. В настоящее время все три виллы находятся под защитой государства как памятники архитектуры. В 1930 году по проекту Бруно Пауля по заказу объединения кёльнских предпринимателей построено модернистское здание хаус Диш в Кёльне. К выдающимся произведениям зодчества, созданным Б. Паулем, относятся также вилла Трауба в Праге (1928—1930), один из памятников функционализма в чешской столице, и высотный дом «хаус Катрейнер», готовый в июле 1930 года — первая берлинская «высотка» в 12 этажей, предназначенная исключительно под бюро, конторы и офисы.
Преподавательская деятельность Пауля началась в 1906 году, в Берлине, в Школе Королевского Музея художественных ремёсел (Unterrichtsanstalt des königlichen Kunstgewerbe-Museums). После переезда в Берлин он, наряду с карикатурами, продолжал заниматься проектированием мебели, создавая как дорогие, престижные предметы обихода (как правило в стиле модерн), так и мебель для массового потребителя. Рабочая комната, воссозданная по проекту Б.Пауля на Всемирной выставке в Сент-Луисе в 1904 году была удостоена Большого приза. Вследствие этого успеха Паулю было поручено художественное оформление внутренних залов нового здания Нюрнбергского вокзала. В 1910 году он возглавил отдел искусств германского отделения на Всемирной выставке в Брюсселе. Начиная с 1911 года Пауль работал в немецких мастерских Хеллерау. В 1919  году стал членом Прусской академии искусств. В том же 1919 году опубликована его программная работа «Обучение художников в государственных школах („Erziehung der Künstler an staatlichen Schulen“)». В 1924 году Пауль стал директором Государственного учебного объединения свободных и прикладных искусств (ныне берлинский Университет искусств).
После прихода в Германии к власти национал-социалистов Б.Пауль был исключён из Академии (в 1937 году) и лишился всех своих постов, однако продолжил анонимно архитектурную деятельность, занимался проектированием мебели, шпалер, деталей оформления интерьера, в том числе кают морских лайнеров. В 1935 году разработал для немецких мастерских Хеллерау комплекты мебели по программе Растущее жильё, согласно которой мастерские Хеллерау выпускали образцы мебели вплоть до 1958 года. В то же время Б.Пауль, как специалист-архитектор, был высоко ценим А.Гитлером — настолько, что фюрер лично включил Пауля в «привилегированный» список специалистов, освобождённых от мобилизации на фронт.
После окончания войны Пауль некоторое время работал во Франкфурте-на-Майне и в Ханау, в 1951 переехал в Дюссельдорф, где занимался мостостроительством и инженерными работами. В 1957 он возвратился в Берлин. В 1955 году художник и архитектор был восстановлен в берлинской Академии художеств.

## Награды
- 1900: 3 золотых медали на Всемирной выставке в Париже
- 1954: Большой крест ордена «За заслуги» ФРГ
- 1969: Почётная грамота Союза немецких архитекторов ГДР